# 反式油酸
反式油酸（英語：Elaidic acid），简称反油酸，是一种常见于氢化植物油内的反式脂肪酸。反油酸也在山羊奶、牛奶和一些肉类食品中微量存在（大约只有总脂肪的0.1%）。反油酸是油酸的双键反式异构体。

## 对人体的危害
反油酸可以激活胆固醇输送蛋白，进而使高密度胆固醇转化为低密度胆固醇。低密度胆固醇容易堆积使动脉硬化。硬化的动脉可以增加其他心血管疾病以及一些脑部疾病的发病率，例如心肌梗塞和中风。

### 对细胞活力的影响
根据南昌大学食品科学与技术国家重点实验室科学家研究的结论，反式油酸对人体脐静脉的内皮细胞有毒性并会抑制它们的生长和活力。越多的反油酸会使得细胞越失活，细胞跟反油酸接触长时间也会使细胞更失活。

## 禁用
为了世界人民的健康，世界卫生组织于2008年说明食品工业应该禁止把植物油氢化。氢化会导致植物油里面的一些油酸——一种有益的顺式不饱和脂肪酸——出现结构变化成为有害的反式油酸。

## 合成和破坏
当食品商业为了植物油的稳定而氢化了植物油时，有些顺式不饱和脂肪酸会在过渡金属——如镍（Ni）——的催化下通过反式结构变化成为反油酸。反油酸十分稳定，不容易酸败，但是十分不利于健康。此时，反油酸可以被完全氢化形成饱和脂肪酸。但是完全氢化了之后，脂肪已经变得特别的硬，很难食用。所以，最好的方法是配一些植物油一起食用，这样子就可以帮助反式油酸和其它脂肪酸的代谢。